# Onitis ion
Onitis ion är en skalbaggsart som beskrevs av Olivier 1789. Onitis ion ingår i släktet Onitis och familjen bladhorningar. Inga underarter finns listade i Catalogue of Life.